# Einkommensteuergesetzbuch
Das Einkommensteuergesetzbuch, EStGB (umgangssprachlich Kirchhof-Modell) ist ein von der Forschungsgruppe Bundessteuergesetzbuch unter der Leitung von Paul Kirchhof entwickelter Vorschlag zur Reform des deutschen Ertragsteuerrechts. Es wurde 2001 dem Finanzausschuss des Deutschen Bundestags und der Fachpresse vorgestellt. Es ist nicht mit dem Einkommensteuergesetz zu verwechseln.

## Das Konzept

### Eine Einkunftsart
Das Konzept sieht vor, dass nicht mehr wie bisher zwischen 7 Einkunftsarten unterschieden wird, sondern dass alle Einkunftsquellen unabhängig von ihrem Ursprung gleich behandelt werden, gleich ob etwa Gehälter, Zinsen, Mieteinnahmen oder Unternehmensgewinne. Damit entfallen Unterschiede in den Abzugsmöglichkeiten bei unterschiedlichen Steuerobjekten (horizontale und vertikale Verrechnung).

### Weitere Steuersubjekte, Gleichheit der Rechtsformen
Das Konzept erweitert den Kreis der Steuersubjekte. Neben natürlichen Personen sind „steuerjuristische Personen“ steuerpflichtig. Damit definiert das EStGB eigene Begriffe unabhängig vom Zivilrecht und erfasst alle Personengesellschaften und Sondervermögen sowie Kapitalgesellschaften und ersetzt die Körperschaftsteuer gänzlich. Damit entfallen  Gestaltungsmöglichkeiten und Unterschiede unter den Rechtsformen von Unternehmen.

### Einheitlicher Steuersatz und Progression
Das Konzept sah als Rechenbeispiel einen konstanten Grenzsteuersatz von 25 % vor, eine Einheitssteuer (flat tax), die für niedrige Einkommen indirekt progressiv ist. 
Natürliche Personen können von ihren Erwerbserlösen eine Vereinfachungspauschale von bis zu 2.000 Euro abziehen. Von ihren Einkünften wird ein Grundfreibetrag von 8.000 Euro und ein Sozialausgleichsbetrag von höchstens 3.000 Euro abgezogen.
Der später resultierende Steuertarif ist ein Stufengrenzsatztarif. Die ersten 5.000 Euro zu versteuerndes Einkommen werden zu 60 % mit 25 % veranlagt, die nächsten 5.000 Euro zu 80 %. Dadurch entstehen de facto Steuerstufen mit Grenzsteuersätzen von 15 %, 20 % und 25 %. Das kirchhofsche Steuersystem erreicht also seinen Spitzensteuersatz von 25 % bei einem Einkommen von höchstens 23.000 Euro, wenn man die vorgenannten Freibeträge addiert. Darüber hinaus gibt es nur eine indirekte Progression, die nicht durch die Tarifgestaltung, sondern über die Freibeträge in der Bemessungsgrundlage erreicht wird.
Das Ehegattensplitting entfällt. Ehegatten können aber ihre Grundfreibeträge zusammenlegen, ebenso die Sozialausgleichsbeträge.

### Kongruenz von Bilanzen
Bilanzpflichtige Unternehmen können ihre Handelsbilanz als Steuerbilanz zugrunde legen.

### Gegenfinanzierung
Zur Gegenfinanzierung sollen sämtliche Steuervergünstigungen und Ausnahmetatbestände abgeschafft werden und somit die Bemessungsgrundlage stark erweitert werden, sowohl für Privatpersonen als auch für Unternehmen. Die Vorschläge zur Gegenfinanzierung gehen allerdings an der Realität des Steuerrechts vorbei, da viele der von Kirchhof benannten Sparmodelle längst vom Gesetzgeber verboten wurden.
Weiterhin soll das Nettoprinzip abgeschafft werden, also das Recht der Steuerpflichtigen, die zur Erzielung von Einnahmen erforderlichen  Aufwendungen (Werbungskosten) von den Einnahmen abzusetzen. Stattdessen soll es eine sogenannte Einfachpauschale geben.

## Politische Rezeption
CDU und CSU standen dem Kirchhof-Modell positiv gegenüber und nahmen Paul Kirchhof in das Kompetenz-Team der CDU-Kanzlerkandidatin Angela Merkel auf, wo sein Modell zu einem der zentralen Streitpunkte im Bundestagswahlkampf 2005 wurde, obwohl eine Umsetzung in der nächsten Legislaturperiode nicht zur Debatte stand und sowohl CDU/CSU als auch FDP ein anderes Steuermodell in ihren Wahlkampfprogrammen führten.
Das Einkommensteuerkonzept mit drei Grenzsteuersätzen, das im Jahr 2003 von Friedrich Merz vorgestellt wurde, basierte teilweise auf den Vorarbeiten der Forschungsgruppe Bundessteuergesetzbuch.
SPD, Bündnis 90/Die Grünen und PDS standen dem Kirchhof-Modell ablehnend gegenüber und verwiesen oft darauf, dass die von Kirchhof propagierte Einheitssteuer bereits in einigen osteuropäischen Ländern umgesetzt worden sei. Kennzeichnend für diese Staaten sei eine enorme soziale Polarisierung, da die Einheitssteuer vor allem ausländische Direktinvestitionen attraktiver machen soll, während die ärmere Bevölkerung oft Mehrbelastungen zu ertragen habe. Hinzu kommt, dass die Reform der Einkommensteuer in allen osteuropäischen Ländern eine Erhöhung der Mehrwertsteuer erfordert hatte, was insbesondere Familien und Geringverdiener überdurchschnittlich belastete.
Die Alternative für Deutschland will das Kirchhof-Modell als Grundlage für eine Vereinfachung des deutschen Steuerrechts nutzen.

## Wissenschaftliche Bewertung
Das Deutsche Institut für Wirtschaftsforschung betrachtete in einer 2004 vorgelegten Analyse das Kirchhof-Modell, berechnet auf Basis des propagierten Steuersatzes von 25 %, als eine kurzfristig nicht finanzierbare Steuerentlastung. Von der kurzfristig nicht finanzierbaren Entlastung (auf Basis eines Einheitssteuersatzes von 25 %) würden fast alle profitieren, Reiche sogar am meisten.
Der Finanzwissenschaftler Professor Stefan Homburg erklärt, dass der propagierte Steuersatz von 25 % in Kirchhofs Buch ausdrücklich nur als Beispiel bezeichnet werde. Wenn man das Steuersystem aufkommensneutral umstellen will, müsse man berechnen, welcher Steuersatz in Multiplikation mit der neuen Bemessungsgrundlage zu demselben Steueraufkommen führt wie früher. Dabei würde das Kirchhof-Modell nach Schätzung von Homburg einen Einheitssteuersatz von ca. 35 % benötigen.